# Brugleuningen bij het Wilhelminachalet
Het Zwitserse bruggetje is een klein voetgangersbruggetje naar het Wilhelminachalet in het Koningin Emmapark van Paleis Soestdijk in Baarn.
Het bruggetje werd omstreeks 1890 gebouwd samen met de Wilhelminachalet en overspant een aangelegd beekje dat de indruk van een Zwitsers landschap moet geven. De brugleuningen zijn een voorbeeld van faux bois (cementrustiek). Het is imitatiehout uitgevoerd in cement met het uiterlijk van boomstammen die de leuning vormen. Ze zijn gemaakt van cement met een ijzeren kern. De leuningen werden in 2012 ingeschreven in het Monumentenregister.